# 中嶋真
中嶋 真（なかじま まこと、生誕年不明）は、中世史研究家、ゲームデザイナー。

## 略歴
翔企画で発表した『太平記』（のちにゲームジャーナル誌にて再版）にてウォーゲームデザイナーとして注目され、その後、同一システムを使った『源平盛衰記』（ゲームジャーナル）、『信長公記』（ダブルチャージ誌／コマンドマガジン日本版）、『新選組始末記』『三河物語』（ウォーゲーム日本史）などを制作、発表した。
ＧＤＷ社の１２０シリーズに倣った６０シリーズ（６０コマ、６０分でプレイ可能）を提案し、ダブルチャージを中心に作品を発表した。

## 作品リスト
- 太平記
- 源平盛衰記
- 信長公記／真本 信長公記
- クルセイダー作戦
- 三十年戦史
- 新選組始末記 ～鴨川血風録～
- 討入忠臣蔵 ～元禄太平記～
- 清盛軍記 保元・平治の乱
- 三河物語 ～参州一向争乱記
- 甲越軍記
- 英仏百年戦争
- 将門記
- 東海遊侠伝
- 暗黒星雲